# Quỹ tưởng niệm Anna Lindh
Quỹ tưởng niệm Anna Lindh (tiếng Thụy Điển: Anna Lindhs Minnesfond) là một Quỹ được lập ra để tưởng niệm nữ chính trị gia Anna Lindh của Thụy Điển, người đã bị ám sát năm 2003.
Hàng năm Quỹ này tặng một giải thưởng cho phụ nữ hoặc người trẻ có "can đảm đấu tranh chống lại sự lãnh đạm thờ ơ, thành kiến, sự áp bức và tình trạng bất công nhằm thăng tiến một cuộc sống tốt đẹp cho mọi người trong một môi trường nổi bật sự tôn trọng nhân quyền".

## Giải thưởng
- 2004: Amira Hass, nhà báo (Israel)
- 2005: Tổ chức Tostan và Hiệp hội Anna Lindh (Sénégal)
- 2006: Tatsiana Revjaka (Belarus)
- 2008: Khin Ohmar (Myanmar)
- 2009: Mohamed Nasheed (Maldives)
- 2010: Jean Zaru (Palestine)